# Krater Kaali
Kaali je območje devetih meteoritskih kraterjev v vasi Kaali na Estonskem otoku Saaremaa. Najnovejša ocena o datumu njihovega nastanka je, da so nastali po 1530–1450 pred našim štetjem (3237+/-10 14C years BP). Kraterje Kaali je ustvaril meteorit in je eden redkih dogodkov, ki se je zgodili na poseljenem območju. 
O izvoru kraterja je pred letom 1930 obstajalo večje število hipotez, vključno s teorijami, ki vključujejo nastanek zaradi vulkanov ali kraških procese. Meteoritski izvor kraterjev je prvič prepričljivo dokazal Ivan Reinvald v letih 1928, 1933 in 1937. 

## Nastanek
Domneva se, da se je trk zgodil v holocenu pred približno 3.500 leti. Ocene starosti struktur trka Kaali (otok Saaremaa, Estonija) so od različnih avtorjev in se med seboj razlikujejo za kar 6.000 let, in sicer od ~ 6.400 do ~ 400 let pred našim štetjem. Analiza silikatnih sferul v estonskih barjih kaže, da bi lahko možna starost udarnih kraterjev bila približno 7.600 let. Študija, ki je temeljila na povišanem signalu Ir v bližnjem barju, je nakazovala da so kraterji mlajšega nastanka, iz 4. stoletja pred našim štetjem. Kraterje je povzročil padec meteorja z ocenjeno hitrostjo trka med 36.000 in 72.000 km/h s skupno maso med 20 in 80 metrskimi tonami. Po mnenju nekaterih raziskovalcev je meteor prišel iz smeri severovzhod.
Na nadmorski višini približno 5-10 km je meteor razpadel na kose in padel na Zemljo v delcih. Največji krater je približno 110 metrov širok in 22 metrov globok. Eksplozija je odstranila približno 81.000 m3 dolomitskih in drugih kamnin. Rastlinstvo je bilo sežgano v polmeru 6 km od mesta udarca.
Na dnu kraterja leži Jezero Kaali (estonsko Kaali järv). V krogu 1 km od glavnega kraterja pa leži še 8 manjših kraterjev. Njihov premer sega od 12 do 40 m z globino od 1 do 4 m. 